# Cleora lanaris
Cleora lanaris là một loài bướm đêm trong họ Geometridae.